# Antelá
Antelá är en ort i Mexiko.   Den ligger i kommunen La Trinitaria och delstaten Chiapas, i den sydöstra delen av landet, 900 km öster om huvudstaden Mexico City. Antelá ligger 1 558 meter över havet och antalet invånare är 395.
Terrängen runt Antelá är kuperad österut, men västerut är den platt. Runt Antelá är det ganska glesbefolkat, med 43 invånare per kvadratkilometer. Närmaste större samhälle är San Isidro el Zapotal, 10,4 km öster om Antelá. I omgivningarna runt Antelá växer i huvudsak städsegrön lövskog.